# Gingsjön
Gingsjön är en sjö i Härryda kommun i Västergötland och ingår i Rolfsåns huvudavrinningsområde. Sjön är 22 meter djup, har en yta på 0,93 kvadratkilometer och är belägen 81 meter över havet.

## Delavrinningsområde
Gingsjön ingår i det delavrinningsområde (639512-129882) som SMHI kallar för Utloppet av Gingsjön. Medelhöjden är 111 meter över havet och ytan är 5,45 kvadratkilometer. Det finns inga avrinningsområden uppströms utan avrinningsområdet är högsta punkten. Vattendraget som avvattnar avrinningsområdet har biflödesordning 2, vilket innebär att vattnet flödar genom totalt 2 vattendrag innan det når havet efter 47 kilometer. Avrinningsområdet består mestadels av skog (67 procent) och jordbruk (11 procent). Avrinningsområdet har 0,92 kvadratkilometer vattenytor vilket ger det en sjöprocent på 9,1 procent. Bebyggelsen i området täcker en yta av 0,56 kvadratkilometer eller 5 procent av avrinningsområdet.